# 양산 통도사 석가여래 영골 사리 부도비
양산 통도사 석가여래 영골 사리 부도비(梁山 通度寺  釋迦如來 靈骨 舍利 浮屠碑)는 대한민국 경상남도 양산시 하북면, 통도사  대웅전과 금강계단 앞에 있는 비석이다. 2014년 1월 2일 경상남도의 유형문화재 제544호로 지정되었다.
1706년 계파대사가 금강계단을 중수하고 금강계단에 봉안된 부처님 진신사리의 유래와 역사에 대해서 기록한 비석이다.

## 지정 사유
비의 정면 첫줄은 ‘裟婆敎主 釋迦如來 靈骨 舍利 浮屠碑’를 병서(竝書)하여 자장율사(慈藏律師)가 중국에서 사리를 모셔온 사실과 임진왜란 당시 왜구들이 탈취해간 사리를 사명대사(四溟大師)가 찾아 서산대사(西山大師)에게 보냈더니 서산대사께서 이곳 통도사가 바로 문수(文殊) 대성이 자장에 현몽(現夢)한 성지(聖地)이므로 다시 봉안하도록 하였다는 내용이다.
배면의 중앙부터는 문맥과 내용이 다를 뿐 아니라 찬자와 서자가 다른 점이 특이하다. 내용은 부처님의 생애를 기록하고 이어 부처님 사리를 통도사에 봉안된 내력과 연화질이 기록되어 있다. 통도사 역사가 잘 기록된 부도비이다.

## 현지 안내문
양산 통도사 석가여래 영골 사리 부도비(梁山 通度寺 釋迦如來 靈骨 舍利 浮屠碑)는 경상남도 양산시 하북면, 통도사 대웅전과 금강계단 앞에 있는 비석이다. 2014년 1월 2일 경상남도의 유형문화재 제544호로 지정되었다.
1706년 계파대사가 금강계단을 중수하고 금강계단에 봉안된 부처님 진신사리의 유래와 역사에 대해서 기록한 비석이다.
비의 정면 첫줄은 ‘裟婆敎主 釋迦如來 靈骨 舍利 浮屠碑’를 병서(竝書)하여 자장율사(慈藏律師)가 중국에서 사리를 모셔온 사실과 임진왜란 당시 왜구들이 탈취해간 사리를 사명대사(四溟大師)가 찾아 서산대사(西山大師)에게 보냈더니 서산대사께서 이곳 통도사가 바로 문수(文殊) 대성이 자장에 현몽(現夢)한 성지(聖地)이므로 다시 봉안하도록 하였다는 내용이다.
배면의 중앙부터는 문맥과 내용이 다를 뿐 아니라 찬자와 서자가 다른 점이 특이하다. 내용은 부처님의 생애를 기록하고 이어 부처님 사리를 통도사에 봉안된 내력과 연화질이 기록되어 있다. 통도사 역사가 잘 기록된 부도비이다.

## 같이 보기
- 통도사

## 참고 자료
- 양산 통도사 석가여래 영골 사리 부도비 - 국가유산청 국가유산포털